# Katja von Garnier

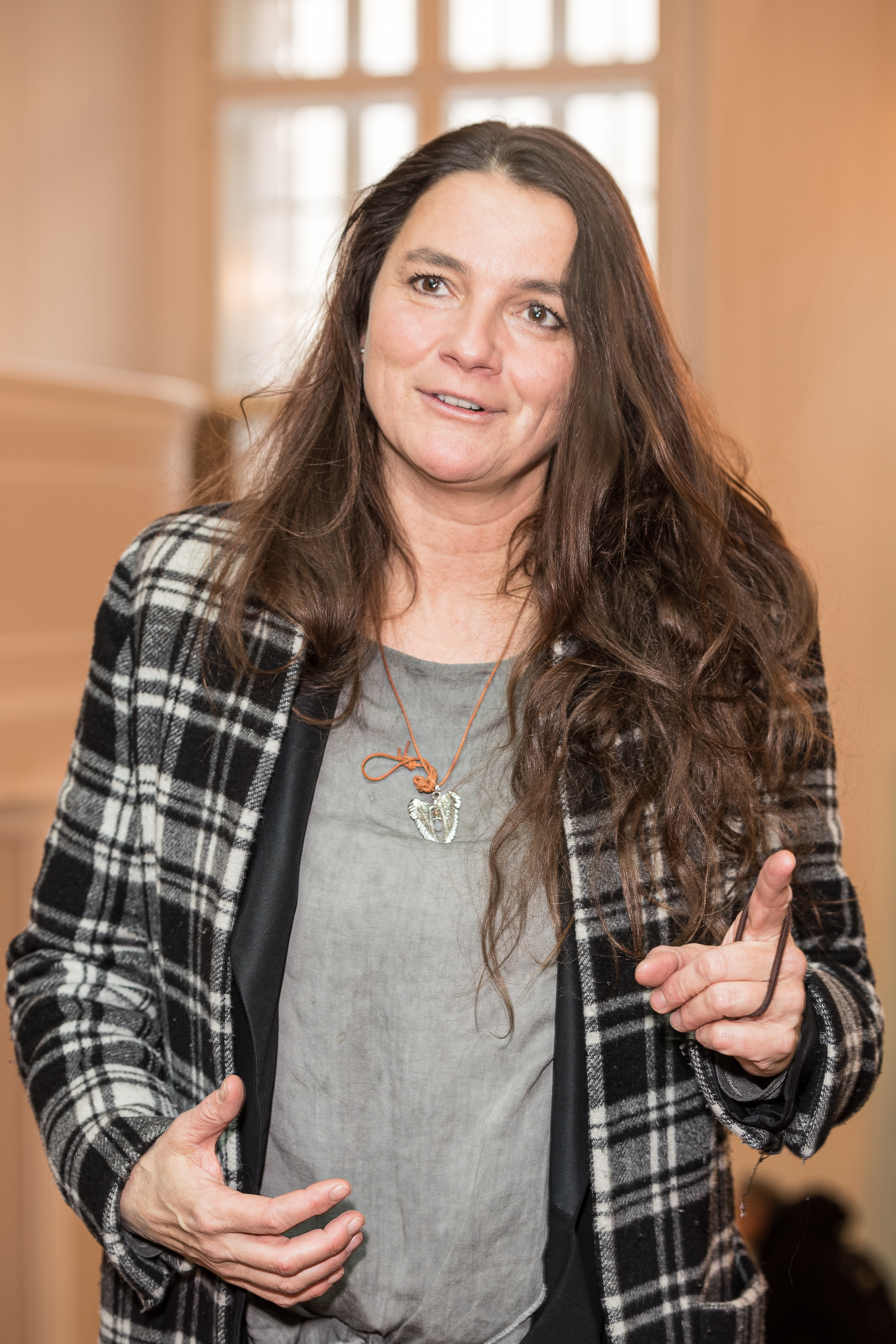
Katja von Garnier, 2018

Katja von Garnier (* 15. Dezember 1966 in Wiesbaden) ist eine deutsche Regisseurin.

## Leben
Von Garnier ist die Tochter des Farbgestalters Friedrich-Ernst von Garnier. Sie studierte von 1985 bis 1989 Kunstgeschichte, Germanistik, Theater- und Filmwissenschaft an der Goethe-Universität in Frankfurt am Main sowie von 1989 bis 1994 Regie an der Hochschule für Fernsehen und Film in München.
1993 weckte von Garniers Kurzfilm Lautlos (1990) das Interesse in Hollywood. Die US-Filmproduktionsfirma Columbia Pictures erwarb die US-Vermarktungsrechte für den Film und beauftragte Katja von Garnier außerdem, die Making-of-Dokumentation von In the Line of Fire zu drehen, einen Spielfilm des deutschen Erfolgsregisseurs Wolfgang Petersen. Dieser Film startete am 9. Juli 1993 in den USA und spielte über 100 Mio. US-Dollar ein.
Ihr als Übungsfilm gedrehter Film Abgeschminkt! lief bundesweit in den Kinos und erreichte insgesamt 1,2 Millionen Besucher. Das Projekt wurde von diversen Produzenten abgelehnt, da niemand glaubte, dass ein einstündiger Film im Kino ein kommerzieller Erfolg werden könne. Am 9. Juni 1994 erhielt von Garnier den Bundesfilmpreis (Vorgänger des Deutschen Filmpreises) für Nachwuchsregie, außerdem wurde Abgeschminkt! als bester deutscher Film nominiert. Bei der Verleihung der 21. Studenten-Oscars am 12. Juni 1994 wurde Abgeschminkt! mit dem Preis für den besten nicht englischsprachigen Film ausgezeichnet (Honorary Foreign Film Award). 1997 kam ihr Film Bandits in die deutschen Kinos; von der Kritik eher reserviert aufgenommen, war er ebenfalls ein Kassenerfolg.
Im Herbst 2002 drehte sie erstmals einen Spielfilm in den USA, der im Februar 2004 beim Sender HBO ausgestrahlt wurde. Alice Paul – Der Weg ins Licht behandelt das Leben der Feministin Alice Paul und zeigt mit Hilary Swank und Anjelica Huston zwei Oscar-Preisträgerinnen. Anjelica Huston erhielt für ihre Rolle in diesem Film den Golden Globe für die beste Nebendarstellerin.
Sie lebt mit ihrem Mann, dem Regisseur Markus Goller, und ihren zwei Kindern in Hollywood und Berlin.

## Filmografie
- 1989: Tagtrauma
- 1991: Lautlos
- 1993: Abgeschminkt!
- 1997: Denk ich an Deutschland … (Episode Kix?)
- 1997: Bandits
- 2004: Alice Paul – Der Weg ins Licht (Iron Jawed Angels)
- 2006: Blood and Chocolate
- 2013: Ostwind
- 2015: Scorpions – Forever and a Day (Der Scorpions-Film, Musikdokumentation)[2]
- 2015: Ostwind 2
- 2017: Ostwind – Aufbruch nach Ora
- 2021: Fly

## Auszeichnungen
- 2013: Kindermedienpreis Der weiße Elefant für Ostwind[1]
- 1994: Ernst-Lubitsch-Preis[3]